# Liste des sites mégalithiques en Angleterre
Cet article recense les sites mégalithiques en Angleterre.

## Liste

### Angleterre de l'Est
- Bedfordshire
- Cambridgeshire
- Essex
- Hertfordshire
- Norfolk
- Suffolk

### Angleterre du Nord-Est
- Durham
- Northumberland
- Tyne and Wear
- Yorkshire du Nord

### Angleterre du Nord-Ouest
- Cheshire
- Cumbria
- Grand Manchester
- Lancashire
- Merseyside

### Angleterre du Sud-Est
- Berkshire
- Buckinghamshire
- Hampshire
- île de Wight
- Kent
- Oxfordshire
- Surrey
- Sussex de l'Est
- Sussex de l'Ouest

### Angleterre du Sud-Ouest
- Bristol
- Cornouailles
- Devon
- Dorset
- Gloucestershire
- Somerset
- Wiltshire

### Grand Londres
- Grand Londres

### Midlands de l'Est
- Derbyshire
- Leicestershire
- Lincolnshire
- Northamptonshire
- Nottinghamshire
- Rutland

### Midlands de l'Ouest
- Herefordshire
- Midlands de l'Ouest
- Shropshire
- Staffordshire
- Warwickshire
- Worcestershire

### Yorkshire-et-Humber
- Lincolnshire
- Yorkshire de l'Est
- Yorkshire du Nord
- Yorkshire de l'Ouest
- Yorkshire du Sud